# أليكس كرال
أليكس كرال (مواليد 19 مايو 1998) هو لاعب كرة قدم تشيكي يلعب في مركز الوسط الدفاعي في نادي وست هام يونايتد.